# 토니 앨런 (농구 선수)

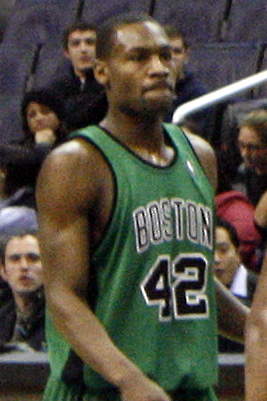
토니 앨런(2008년)

앤서니 앨런(영어: Anthony Allen, 1982년 1월 11일~)은 토니 앨런(영어: Tony Allen)이라는 이름으로 알려져 있는 미국의 농구 선수이다. 미국 프로 농구 협회 뉴올리언스 펠리컨스에서 마지막으로 뛰었다. 그는 NBA 올 디펜스 팀의 6번 째 멤버로, 첫 번째 팀에서의 세 번을 포함한다. 그는 2008년 보스턴 셀틱스와 함께 NBA 파이널에서 우승을 차지했다.